# Tomoki Fujisaki
Tomoki Fujisaki (født 19. september 1994) er en japansk fodboldspiller, som spiller for den japanske fodboldklub Azul Claro Numazu.